# 박상범 (1943년)
박상범(朴相範, 1943년 4월 10일 ~ )은 대한민국의 군인, 정치인이다. 본관은 밀양(密陽)이며 충청북도 옥천 출생이다. 대통령 경호실 실장과 국가보훈처 처장을 지냈다.

## 주요 경력
- 1977년 대통령 경호실 수행계 계장.
- 1980년 대통령 경호실 수행과 과장.
- 1983년 대통령 경호실 경호처 처장.
- 1993년 제9대 대통령 경호실 실장.
- 1994년 대통령 경호실 실장 퇴임.
- 1997년 제19대 국가보훈처 처장.
- 1998년 국가보훈처 처장 퇴임.

## 박상범을 연기한 배우

### TV 드라마
- 송금식 - 제4공화국(MBC 드라마, 1995년~1996년)